# راشيل دالي
راشيل دالي (بالإنجليزية: Rachel Daly)‏ هي لاعبة كرة قدم بريطانية، ولدت في 6 ديسمبر 1991 في هاروغيت في المملكة المتحدة. شاركت مع منتخب إنجلترا تحت 17 سنة للسيدات لكرة القدم ومنتخب إنجلترا لكرة القدم للسيدات. أما مع النوادي، فقد لعبت مع ليدز يونايتد.

## وصلات خارجية
- راشيل دالي على موقع الاتحاد الدولي (مؤرشف)  (الإنجليزية)
- راشيل دالي على موقع الاتحاد الأوربي (الإنجليزية)
- راشيل دالي على موقع قاعدة بيانات كرة القدم.إي يو (الإنجليزية)
- راشيل دالي على موقع Soccerway.com (الإنجليزية)
- راشيل دالي على موقع عالم كرة القدم.نت (الإنجليزية)
- راشيل دالي على موقع أوليمبيديا (الإنجليزية)
- راشيل دالي على موقع اللجنة الأولمبية البريطانية (الإنجليزية)